# Ava Max
Amanda Ava Koci (rođena kao Amanda Koci; Milwaukee, 16. veljače 1994.), poznatija pod umjetničkim imenom Ava Max, američka je pjevačica i kantautorica. U djetinjstvu se selila u različite savezne države kako bi započela glazbenu karijeru te je na koncu 2016. potpisala ugovor s diskografskom kućom Atlantic Records, pod čijom je licencijom u kolovozu 2018. objavila pjesmu „Sweet but Psycho”. Tim se singlom probila u glavnu struju – pojavio se na prvom mjestu glazbenih ljestvica u 22 države, među kojima su Ujedinjeno Kraljevstvo, Njemačka, Austrija, Švicarska, Švedska i Novi Zeland. Pjesma se također pojavila na drugom mjestu u Australiji i desetom mjestu na Billboardovoj ljestvici Hot 100 u SAD-u. Debitantski album Heaven & Hell objavila je 18. rujna 2020.

## Rane godine
Amanda Ava Koci rođena je 16. veljače 1994. kao Amanda Koci u Milwaukeeju u saveznoj državi Wisconsin. Dijete je Albanaca podrijetlom iz gradova Qeparo i Sarandë i ima starijeg brata. Godine 1991. njezini su roditelji napustili Albaniju nakon sloma komunizma u državi i godinu su dana živjeli u pariškoj crkvi. U Parizu su upoznali ženu iz Wisconsina koja im je dala putovnice, a zatim su imigrirali u Sjedinjene Države i preselili se u Wisconsin, gdje je Max i rođena. U vrijeme Avina djetinjstva njezini su roditelji s naporom zarađivali novac jer nisu znali engleski, a svatko je od njih radio tri posla. Njezina je majka Andrea školovana operna pjevačica koja je u kući pjevala arije, dok je njezin otac Paul svirao klavir.
Kad joj je bilo osam godina, Max se sa svojom obitelji preselila u Virginiju; ondje je prije odlaska u srednju školu sudjelovala u nekoliko natjecanja u pjevanju koje je u trgovačkim centrima diljem države organizirao Radio Disney. Kao trinaestogodišnjakinja osmislila je srednje ime Ava, kojim se počela služiti kao običnim imenom jer je smatrala da joj Amanda ne pristaje. Kad joj je bilo četrnaest godina, s majkom se preselila u Los Angeles kako bi započela glazbenu karijeru, no odbijali su je jer nije bila punoljetna. Godinu dana kasnije otišla je u Južnu Karolinu i ondje počela pisati pjesme o odnosima kojima je svjedočila, pa tako i onima njezina brata. Izjavila je da joj je drago da se preselila jer joj je to omogućilo da ima normalno djetinjstvo. Na koncu se kad joj je bilo sedamnaest godina vratila u Los Angeles s bratom.

## Karijera

### 2013. – 2017.: Početci
Debitantsku pjesmu „Take Away the Pain” objavila je 2013. pod umjetničkim imenom Ava; tu je pjesmu u srpnju 2015. remiksao kanadski produkcijski duo Project 46. Nakon što su njezine demosnimke više godina odbijali producenti i autori pjesama, na jednoj večeri 2014. upoznala je kanadskog glazbenog producenta Cirkuta, koji je bio prijatelj njezina brata. Max mu je otpjevala „Sretan rođendan”, što je dovelo do njihove suradnje; napisali su stotine pjesama i na SoundCloudu u srpnju 2016. objavili „Anyone but You”. Ta je pjesma privukla pažnju različitih diskografskih kuća koje su s Max kontaktirale e-poštom te je na kraju iste godine potpisala ugovor s Atlantic Recordsom. Max je istaknula da joj je rad s Cirkutom promijenio život jer je prethodno razmišljala o tome da napusti glazbenu industriju zbog nemogućnosti da se kreativno izrazi.
Nakon što je potpisala ugovor, razmišljala je o tome kojim bi se umjetničkim prezimenom mogla koristiti i na koncu je izabrala Max. Obrazložila je da ga je izabrala jer je objedinjavalo muške i ženske karakteristike. Između 2016. i 2017. Max je počela nositi frizuru poznatu pod imenom 'Max Cut'; taj je tip frizure prikazan i u njezinu logotipu, u kojem mijenja slovo 'A' u riječi Max. Dana 4. kolovoza 2017. gostovala je u pjesmi Le Youtha „Clap Your Hands”, u kojoj je otpjevala dvije različite melodije.

### 2018. – danas: Proboj iHeaven & Hell
Pjesma „My Way” objavljena je 20. travnja 2018. i pojavila se na 38. mjestu rumunjske ljestvice Airplay 100. Dana 11. svibnja 2018. objavljena je pjesma „Slippin”, nastala u suradnji s reperom Gashijem. Dana 8. lipnja 2018. gostovala je u pjesmi „Into Your Arms” američkog repera Witta Lowryja. Mjesec dana kasnije na SoundCloudu je objavljena pjesma „Salt”. Pjesmu „Not Your Barbie Girl” objavila je 13. kolovoza 2018. kao promidžbeni singl. „Sweet but Psycho” objavljena je 17. kolovoza 2018. Tom se pjesmom Max probila u glavnu struju i pojavila se na prvom mjestu ljestvica u više od 22 države, među kojima su Njemačka, Švicarska, Austrija, Norveška, Švedska, Novi Zeland i Ujedinjeno Kraljevstvo; u potonjoj je državi na tom mjestu ostala četiri tjedna zaredom. U siječnju 2019. pjesma se pojavila na vrhu Billboardove ljestvice Dance Club Songs, a kasnije je ušla i u najviših 10 mjesta ljestvice Billboard Hot 100. Max je 23. listopada 2018. gostovala u pjesmi „Make Up” Vicea i Jasona Derula, a pojavila se i na pjesmi „Let It Be Me” koja je objavljena na albumu 7 Davida Guette iz 2018.
Dana 7. ožujka 2019. objavila je singl „So Am I”, koji je ušao u deset najviših mjesta u Poljskoj, Norveškoj, Škotskoj i Švedskoj. Remiksana inačica pjesme objavljena je 3. srpnja 2019. i na njoj se pojavio južnokorejski boy band NCT 127. Pjesme „Blood, Sweat & Tears” i „Freaking Me Out” objavljene su u isto vrijeme u srpnju 2019. kao promidžbeni singlovi. Max je 7. kolovoza 2019. gostovala u pjesmi „Slow Dance” američkog kantautora AJ Mitchella, a pjesmu „Torn” objavila je kao singl 19. kolovoza 2019. Dana 4. rujna 2019. potpisala je ugovor o suizdavaštvu s Warner Chappell Musicom i Artist Publishing Groupom. Za pjesmu „Freaking Me Out” glazbeni je spot objavila 31. listopada 2019. povodom Noći vještica. Na dodjeli nagrada MTV-ja Europe 2019. osvojila je nagradu za najbolju novu izvođačicu. Max i Pablo Alborán 6. su studenog 2019. objavili duet „Tabú”. Prethodno objavljena pjesma „Salt” 12. je prosinca 2019. objavljena i na digitalnim platformama za mrežno strujanje. Surađivala je s britansko-norveškim DJ-jem i glazbenim producentom Alanom Walkerom na pjesmi „Alone, Pt. II”, koja je objavljena 27. prosinca 2019. Pjesma „On Somebody” objavljena je kao promidžbeni singl 30. prosinca 2019.
Max je 12. ožujka 2020. objavila pjesmu „Kings & Queens”, koja je ujedno i peti singl s njezina debitantskog studijskog albuma Heaven & Hell. Također je gostovala u country pjesmi „On Me” s Thomasom Rhettom i Kaneom Brownom. Ta se pjesma pojavila u glazbi za film Scoob! i za nju je 15. svibnja 2020. objavljen glazbeni spot. Max je 30. srpnja 2020. objavila pjesmu „Who's Laughing Now”, a 3. rujna 2020. pjesmu „OMG What's Happening”; obje su pjesme promidžbeni singlovi. Heaven & Hell objavljen je 18. rujna 2020. uz osmi singl „Naked”. Album se pojavio na drugom mjestu ljestvice UK Albums Chart, i dvadeset i sedmom mjestu američke ljestvice Billboard 200. Max je 13. studenoga 2020. bila jedna od izvođača koji su gostovali na singlu „Stop Crying Your Heart Out” BBC-jeve dobrotvorne udruge Children in Need. Singl se popeo do sedmog mjesta na ljestvici UK Singles Chart. Pjesma „My Head & My Heart” objavljena je 19. studenoga 2020.; na uratku Heaven & Hell pojavljuje se kao bonus pjesma. Dana 8. lipnja 2021. objavljena je pjesma „EveryTime I Cry”, za koju je Max izjavila da je „nastavak” njezinog prethodno spomenutog studijskog albuma. Dana 10. rujna 2021. s Kylie Cantrall gostovala je na pjesmi „Sad Boy” R3haba i Jonasa Bluea.

## Glazbeni stil i utjecaji
Među žanrovima glazbe kojima se Max bavi navode se pop i dance-pop. U djetinjstvu je slušala izvođače kao što su Alicia Keys, Norah Jones, Celine Dion, Aretha Franklin, Fugees, Mariah Carey i Whitney Houston. Također je navela da su na nju utjecale Beyoncé, Madonna, Gwen Stefani, Fergie, Britney Spears, Christina Aguilera i Lady Gaga. Komentirala je da je Carey najviše utjecala na nju i da je u djetinjstvu stalno slušala njezine pjesme, među kojima je bila i „Vision of Love” (iz 1990.).

## Imidž
Max se često uspoređuje s Gagom zbog njezine glazbe i „razmetljiva imidža”, odnosno njezine platinasto plave kose, osobnosti i umjetničkog imena. Chris DeVille iz Stereoguma kritizirao je Max jer je smatrao da je njezin materijal previše sličan onom Lady Gage; izjavio je da je „ne dostiže ni na kojem planu, bilo da je riječ o tekstualnom, produkcijskom, melodijskom, dinamičkom planu ili osobnosti”, premda je istaknuo da se njezinu osobnost često povezuje i s Madonninom. Max je na te usporedbe izjavila da je Gaga „nevjerojatna” umjetnica, ali da ne želi da je uspoređuju s ostalim ljudima samo na temelju toga što imaju istu boju kose i objavljuju pop pjesme. Iako je usporedbe opisala „lijenima”, komentirala je da razumije da ih je „lako činiti” jer je od djetinjstva fascinirana pop-izvođačima.
Max je komentirala da se tijekom izlazaka u javnost često suprotstavlja očekivanjima; surađuje s manje poznatim dizajnerima i nosi neobičnu odjeću jer „ljudima želi pružiti iskustvo”. Spomenula je da ju je nadahnula moda iz 1990-ih i da su na nju utjecale Stefani i Cindy Crawford. Međutim, komentirala je da joj je draži rad na glazbi u studiju nego izlazak u javnost jer ne voli pažnju osoba posebno odjevenih za crveni tepih i kamera. Njezinu frizuru 'Max Cut' čini asimetrična umjetna plava kosa s razdjeljkom u sredini; s desne je strane kosa dugačka do obraza, a s lijeve je strane dulja i valovita. Izjavila je da se ne osjeća autentično s normalnom frizurom i da se s tom frizurom osjeća jedinstveno. U intervjuu za Radio.com 2020. Max je za svoju kosu rekla da „simbolizira slobodu da činiš što želiš” i da „predočuje njezinu osobnost”, kao i da je bijeg od konformnosti.

## Privatni život
Max se opisala „čistokrvnom Albankom” i izjavila da želi doprinijeti svojoj zajednici. Može razgovarati na albanskom, ali ga ne zna čitati. Također otvoreno podržava jačanje položaja žena u društvu, nešto što izražava i u svojoj glazbi. U intervjuu s časopisom Attitude 2019. izjavila je da su je u prošlosti privlačile žene, ali da ne želi nasloviti svoju seksualnost; dodala je da joj je važno „kad je riječ o tome tko si kao osoba. Ne volim kad mene i sve ljude koje poznajem uvrštavaju u određene kategorije”.

## Diskografija
Studijski albumi
- Heaven & Hell (2020.)
- Diamonds & Dancefloors (2023.)

## Nagrade i nominacije
| Godina | Nagrada                  | Kategorija                                          | Rad                                           | Rezultat       | Izv.   |
| ------ | ------------------------ | --------------------------------------------------- | --------------------------------------------- | -------------- | ------ |
| 2019.  | Bravo Otto               | Nova zvijezda                                       | Ona sama                                      | Osvojeno       | [ 70 ] |
| 2019.  | BreakTudo Awards         | Novi međunarodni glazbenik                          | Ona sama                                      | Nominacija     | [ 71 ] |
| 2019.  | Global Awards            | Zvijezda u usponu                                   | Ona sama                                      | Nominacija     | [ 72 ] |
| 2019.  | GAFFA Awards (Švedska)   | Najbolji novi strani izvođač                        | Ona sama                                      | Nominacija     | [ 73 ] |
| 2019.  | GAFFA Awards (Švedska)   | Najbolja strana pjesma                              | „Sweet but Psycho”                            | Osvojeno       | [ 73 ] |
| 2019.  | LOS40 Music Awards       | Najbolja međunarodna pjesma                         | „Sweet but Psycho”                            | Osvojeno       | [ 74 ] |
| 2019.  | LOS40 Music Awards       | Najbolji međunarodni novi izvođač                   | Ona sama                                      | Nominacija     | [ 74 ] |
| 2019.  | MTV Europe Music Awards  | Najbolji novi izvođač                               | Ona sama                                      | Nominacija     | [ 75 ] |
| 2019.  | MTV Europe Music Awards  | Najbolji novi izvođač                               | Ona sama                                      | Osvojeno       | [ 75 ] |
| 2019.  | MTV Video Music Awards   | Najbolji novi glazbenik                             | Ona sama                                      | Nominacija     | [ 76 ] |
| 2019.  | NRJ Music Awards         | Novi međunarodni izvođač godine                     | Ona sama                                      | Nominacija     | [ 77 ] |
| 2019.  | Teen Choice Awards       | Izabrana ljetna izvođačica                          | Ona sama                                      | Nominacija     | [ 78 ] |
| 2019.  | Teen Choice Awards       | Izabrana pjesma: Pop                                | „Sweet but Psycho”                            | Nominacija     | [ 78 ] |
| 2020.  | BreakTudo Awards         | Umjetnik u usponu                                   | Ona sama                                      | Osvojeno       | [ 79 ] |
| 2020.  | iHeartRadio Music Awards | Najbolji novi izvođač pop-glazbe                    | Ona sama                                      | Nominacija     | [ 80 ] |
| 2020.  | MTV Video Music Awards   | Najbolji novi glazbenik                             | Ona sama                                      | U širem izboru | [ 81 ] |
| 2020.  | People's Choice Awards   | Novi glazbenik godine                               | Ona sama                                      |                | [ 82 ] |
| 2020.  | People's Choice Awards   | Pjesma iz glazbe za film godine                     | „On Me” (s Thomasom Rhettom i Kaneom Brownom) |                | [ 82 ] |
| 2020.  | Spotify Awards           | EDM glazbenica čije su pjesme najviše reproducirane | Ona sama                                      | Nominacija     | [ 83 ] |

## Vanjske poveznice

### Sestrinski projekti
|  | Zajednički poslužitelj ima još gradiva o temi Ava Max |

### Mrežna mjesta
- Službeno mrežno mjesto